# Brendan Croker
Brendan Croker (Bradford, 15 augustus 1953 – 10 september 2023) was een Engelse musicus die met vele bekende muzikanten heeft samengewerkt. Hij speelde onder andere in de bands The Notting Hillbillies, The Five O'Clock Shadows en The Mekons.
Hij heeft samengespeeld met Eric Clapton, Mark Knopfler, Tanita Tikaram, Kevin Coyne en Chet Atkins. Door zijn vriendschap met Patrick Riguelle was Brendan Croker ook een vaak geziene gast in de Belgische muziekscene.
Croker overleed aan leukemie op 70-jarige leeftijd.

## Discografie
- Central Station Hotel (1985)
- A Close Shave (1986)
- Boat Trips in the Bay (1987)
- Brendan Croker and The 5 O'Clock Shadows (1989)
- Country Blues Guitar (1990)
- The Great Indoors (1991)
- Brendan Croker & The Serious Offenders: Time Off (1992)
- Brendan Croker & The Serious Offenders: Made in Europe (1993)
- Not Just a Hillbilly...More Like a Best of..
- Redneck State of the Art (1995)
- Three Chord Lovesongs (1996)
- Kevin Coyne & Brendan Croker : Life is Almost Wonderful (2002)

- Bibsys: 8012842
- Gemeinsame Normdatei: 13490267X
- International Standard Name Identifier: 0000 0000 3027 6949
- Library of Congress Control Number: n93017313
- MusicBrainz: a537687f-c9ce-451a-b496-bffac942a7ad
- Nederlandse Thesaurus van Auteursnamen: 102034400
- Virtual International Authority File: 103149106172368491246